# Tribunal suprême fédéral
Le Tribunal suprême fédéral (en portugais : Supremo Tribunal Federal, parfois abrégé en STF) est la plus haute instance du pouvoir judiciaire brésilien. Ses compétences sont à la fois celles d'une Cour suprême (juridiction de dernière instance) et celles d'une Cour constitutionnelle (qui statue sur les questions de constitutionnalité, indépendamment des litiges au fond). Son rôle essentiel au sein des institutions est de servir comme gardien de la Constitution fédérale de 1988, en appréciant les atteintes à ces dernières,. Ses décisions ne sont susceptibles d'aucun recours devant une autre juridiction.
Créé à la suite de la proclamation de la république du Brésil, la compétences essentielle du STF est de veiller au respect de la Constitution. Toutes les délibérations administratives et judiciaires du Tribunal suprême sont diffusées en direct à la télévision depuis 2002. Le Tribunal est également ouvert au public pour assister aux jugements.
Les onze juges du Tribunal sont appelés ministres, bien que la fonction n'ait aucun rapport avec les ministres du gouvernement. Ils sont nommés par le président et approuvés par le Sénat. Ils sont nommés jusqu'à l'âge de la retraite obligatoire, qui est de 75 ans.
En mai 2009, le magazine britannique The Economist a classé le STF comme « le tribunal le plus surchargé du monde, grâce à une pléthore de droits et de privilèges ancrés dans la Constitution de 1988 (...) jusqu'à récemment, les décisions de la cour ne liaient pas les juridictions inférieures. Le résultat a été une juridiction qui est surchargée au point d'une émeute. La Cour suprême a été saisie de 100 781 affaires l'année dernière ».

## Histoire
Le Tribunal trouve son origine dans le transfert de la cour portugaise au Brésil, en 1808, à l'occasion de l'invasion du royaume de Portugal par les troupes françaises commandées par Napoléon Bonaparte. Le prince-régent Jean (le futur roi Jean VI), le transfère de la capitale Lisbonne à Rio de Janeiro, à l'époque capitale du Brésil, une colonie de l'Empire portugais. Tous les organes de l'État portugais sont alors transférés à Rio de Janeiro, y compris la « Maison du supplice », nom sous lequel était désigné le Tribunal suprême de justice du Portugal.

### La Cour suprême de Justice
Après la proclamation de l'indépendance du Brésil vis-à-vis du Portugal, en 1822, l'empereur Pierre Ier promulgue, en 1824, la première constitution brésilienne, qui institue un Tribunal suprême de Justice.

### Le Tribunal supérieur fédéral
Avec la proclamation de la république fédérative du Brésil, la dénomination de Tribunal supérieur fédéral est adoptée par le décret no 510 du 22 juin 1890.
De 1909 à 1960, le siège du Tribunal est situé au no 241 de l'avenue Rio Branco à Rio de Janeiro. Le Tribunal supérieur fédéral juge des affaires d'importance nationale, comme l'extradition de la compagne de Luís Carlos Prestes, Olga Benário, pendant le régime de Vargas. Des juristes de grande renommée marquent l'histoire de l'institution, tels que Nelson Hongrie, Orozimbo Nonato, Hahnemann Guimaraes et Aliomar Baleeiro. Le bâtiment abrite aujourd'hui le Centre culturel de la justice fédérale.

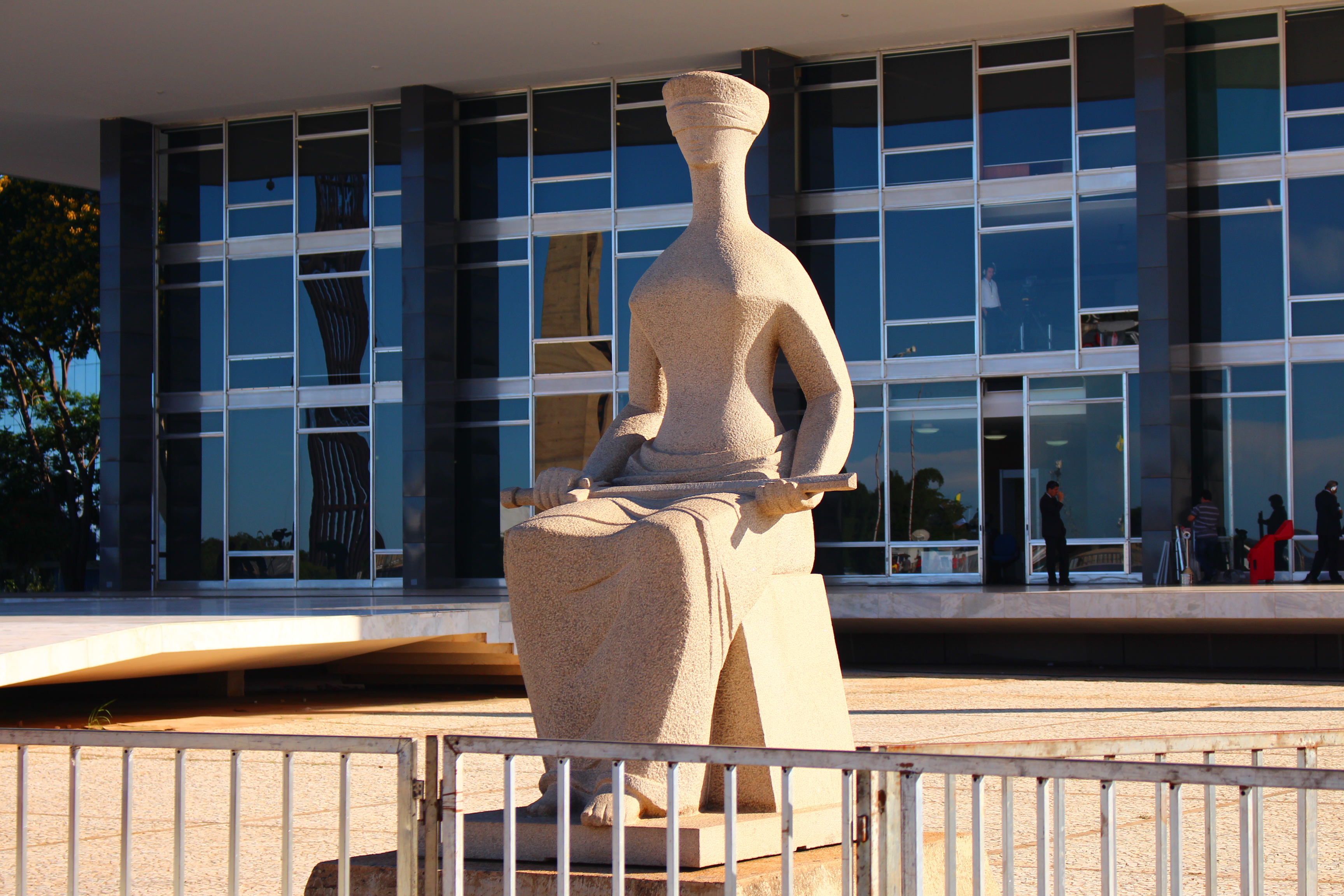
Sculpture La Justice, par Alfredo Ceschiatti, devant le bâtiment du Tribunal fédéral suprême.

Depuis le transfert de la capitale fédérale à Brasilia, le siège du Tribunal fédéral suprême est situé sur la place des Trois Pouvoirs dans un bâtiment conçu par l'architecte Oscar Niemeyer, qui comprend également deux annexes. Sa première séance y a lieu le 21 avril 1960.

#### Régime militaire
Sous le régime militaire, en 1965, le nombre de membres passe de onze à seize, afin de réduire le pouvoir des ministres nommés par João Goulart et Juscelino Kubitschek. En 1969, sur le fondement de l'Acte institutionnel numéro cinq (IA-5), les ministres Hermes Lima, Evandro Lins e Silva et Victor Nunes Leal sont placés à la retraite,. Par solidarité avec ses collègues écartés, le ministre Antônio Gonçalves de Oliveira démissionne. La même année, le ministre Lafayette de Andrada demande sa mise à la retraite, en réponse aux mesures d'exception prises par le gouvernement militaire. Avec la sortie de ces cinq ministres, le président Emílio Garrastazu Médici réduit l'effectif à celui d'origine. Ont alors suivi Adauto Lúcio Cardoso et Aliomar Baleeiro, de féroces adversaires de ce que pourrait être la dictature de João Goulart. Plusieurs mois après, le président nomme comme membre du tribunal Bilac Pinto, le député qui avait introduit dans le vocabulaire civil le concept de guerre révolutionnaire.

#### Retour à la démocratie
En 1998, se référant à l'affaire Olga Benario Prestes, le président du STF, Celso de Mello, indique que l'extradition était une erreur : « Le STF a fait des erreurs, celle-ci en était une, car elle a permis la remise d'une personne à un régime totalitaire comme celui des nazis, une femme qui était enceinte. »
Depuis 2003, avec le départ à la retraite du ministre Moreira Alves, qui avait été nommé par le président Ernesto Geisel, le tribunal est entièrement composé de ministres nommés par des présidents sous la période démocratique.
Le 8 janvier 2023, le bâtiment est envahi lors d'émeutes à la suite de l'élection présidentielle de 2022, marquant la défaite de Jair Bolsonaro.

### Musée institutionnel
Le 18 septembre 1978, a été inauguré le musée du Tribunal suprême, qui figure actuellement comme Section de la Mémoire institutionnelle, dont la tâche est de garder, préserver et mettre à disposition les collections de documents, meubles, tableaux, photographies et autres. Par exemple, la collection comprend un exemplaire original de l'actuelle Constitution du Brésil.

## Attributions
Dans la mesure où le tribunal est une juridiction nationale et n'est composé que de onze ministres, seules doivent être jugées les actions dans lesquelles l'intérêt de la nation est en jeu. Sa compétence est définie à l'art. 102 de l'actuelle constitution fédérale brésilienne, adoptée en 1988.
Il appartient au STF d'instruire le procès et de juger en première instance, pour les infractions pénales de droit commun, ses propres ministres, le président de la République, le vice-président, les membres du Congrès national et le procureur général de la République ; pour les infractions de droit commun et les crimes de responsabilité, les ministres d’État, les commandants de l'Armée de terre, la Marine et l'Armée de l'air (sous réserve des dispositions de l'art. 52, I), les membres des tribunaux supérieurs et du Tribunal des Comptes de l'Union, et les chefs de mission diplomatique de nature permanente (Constitution fédérale, art. 102). Ces personnes bénéficient ainsi d'un privilège de juridiction.
Le Monde note que « cette cour, l’une des plus puissantes du monde démocratique, a des pouvoirs particulièrement étendus. Outre la constitutionnalité des lois, elle sert de juridiction de dernier ressort pour tous les procès et peut sous certaines conditions soumettre des projets de lois, ouvrir des enquêtes, décréter des perquisitions et des peines de prison préventives. Ses onze membres, vêtus de toges noires, symbole d’impartialité, supervisent les procédures de destitution et disposent d’un rôle-clé dans l’organisation des scrutins ».

## Les ministres du Tribunal fédéral suprême
Les ministres du Tribunal fédéral suprême sont choisis par le président de la République parmi les citoyens âgés de plus de 35 ans et de moins de 65 ans, possédant un savoir juridique notoire et de réputation irréprochable. Une fois le choix approuvé par la majorité absolue du Sénat fédéral, les ministres sont nommés par le président de la République. La fonction est réservée aux brésiliens d'origine et n'a pas de terme fixe : la limite maximale est la retraite obligatoire, lorsque le ministre atteint l'âge de soixante-quinze ans.
La rémunération (d'une valeur brute mensuelle de 33 763 réaux en 2015) est la plus élevée au sein des pouvoirs publics, et sert de référence pour définir la rémunération (moindre) des hauts fonctionnaires.
Pour les infractions pénales de droit commun, les ministres sont jugés par leurs propres collègues du tribunal. Pour les crimes de responsabilité, commis dans l'exercice de leur fonction, il appartient au Sénat fédéral d'instruire le procès et de juger les ministres.
Parmi les onze ministres, trois sont élus par leurs pairs pour siéger au Tribunal supérieur électoral (TSE),. De plus, les ministres du STF désignent six avocats aux compétences juridiques reconnues et d'excellente moralité, pour que le président de la République en nomme deux comme juges du TSE.
Le président et le vice-président du STF sont élus par leurs pairs, au scrutin secret, pour un mandat de deux ans. La réélection pour un mandat consécutif n'est pas permise. Le président du Tribunal fédéral suprême occupe également le poste de président du Conseil national de justice. Par tradition, les membres du tribunal élisent toujours comme président le ministre le plus ancien n'ayant pas encore exercé la présidence, et comme vice-président le ministre amené à devenir président dans la période suivante.
En cas d'empêchement du président de la République ou de vacance de la fonction, le président du Tribunal fédéral suprême est quatrième dans la ligne de succession, précédé par le vice-président de la République, le président de la Chambre des députés et le président du Sénat fédéral. Les présidents du STF ayant exercé la présidence de la République à ce titre sont José Linhares, Moreira Alves, Octavio Gallotti, Marco Aurelio et Ricardo Lewandowski,.

## Composition actuelle
Les ministres actuels du Tribunal suprême fédéral :
| Ordre d'ancienneté | Ministre                       | Photographie | Naissance (date et lieu)       | Nomination présidentielle | Âge d'entrée en fonction | Date initiale (entrée en fonction) | Date limite (retraite) |
| ------------------ | ------------------------------ | ------------ | ------------------------------ | ------------------------- | ------------------------ | ---------------------------------- | ---------------------- |
| 1                  | Gilmar Ferreira Mendes         |              | 30 décembre 1955 à Diamantino  | Fernando Henrique Cardoso | 46                       | 20 juin 2002                       | 2030                   |
| 2                  | Cármen Lúcia Antunes Rocha     |              | 19 avril 1954 à Montes Claros  | Luiz Inácio Lula da Silva | 52                       | 21 juin 2006                       | 2029                   |
| 3                  | José Antonio Dias Toffoli      |              | 15 novembre 1967 à Marília     | Luiz Inácio Lula da Silva | 41                       | 23 octobre 2009                    | 2042                   |
| 4                  | Luiz Fux                       |              | 26 avril 1953 à Rio de Janeiro | Dilma Rousseff            | 57                       | 3 mars 2011                        | 2028                   |
| 5                  | Luís Roberto Barroso           |              | 11 mars 1958 à Vassouras       | Dilma Rousseff            | 55                       | 26 juin 2013                       | 2033                   |
| 6                  | Edson Fachin                   |              | 8 février 1958 à Rondinha      | Dilma Rousseff            | 57                       | 16 juin 2015                       | 2033                   |
| 7                  | Alexandre de Moraes            |              | 13 décembre 1968 à São Paulo   | Michel Temer              | 48                       | 22 mars 2017                       | 2043                   |
| 8                  | Kassio Nunes Marques           |              | 16 mai 1972 à Teresina         | Jair Bolsonaro            | 48                       | 5 novembre 2020                    | 2047                   |
| 9                  | André Luiz de Almeida Mendonça |              | 27 décembre 1972 à Santos      | Jair Bolsonaro            | 48                       | 16 décembre 2021                   | 2047                   |
| 10                 | Cristiano Zanin                |              | 15 novembre 1975 à Piracicaba  | Luiz Inácio Lula da Silva | 47                       | 3 août 2023                        | 2050                   |
| 11                 | Flávio Dino                    |              | 30 avril 1968 à São Luís       | Luiz Inácio Lula da Silva | 55                       | 22 février 2024                    | 2043                   |

Légende
- Ancien président du TSF
- Actuel président du TSF
- Actuel vice-président du TSF

## Les nominations présidentielles

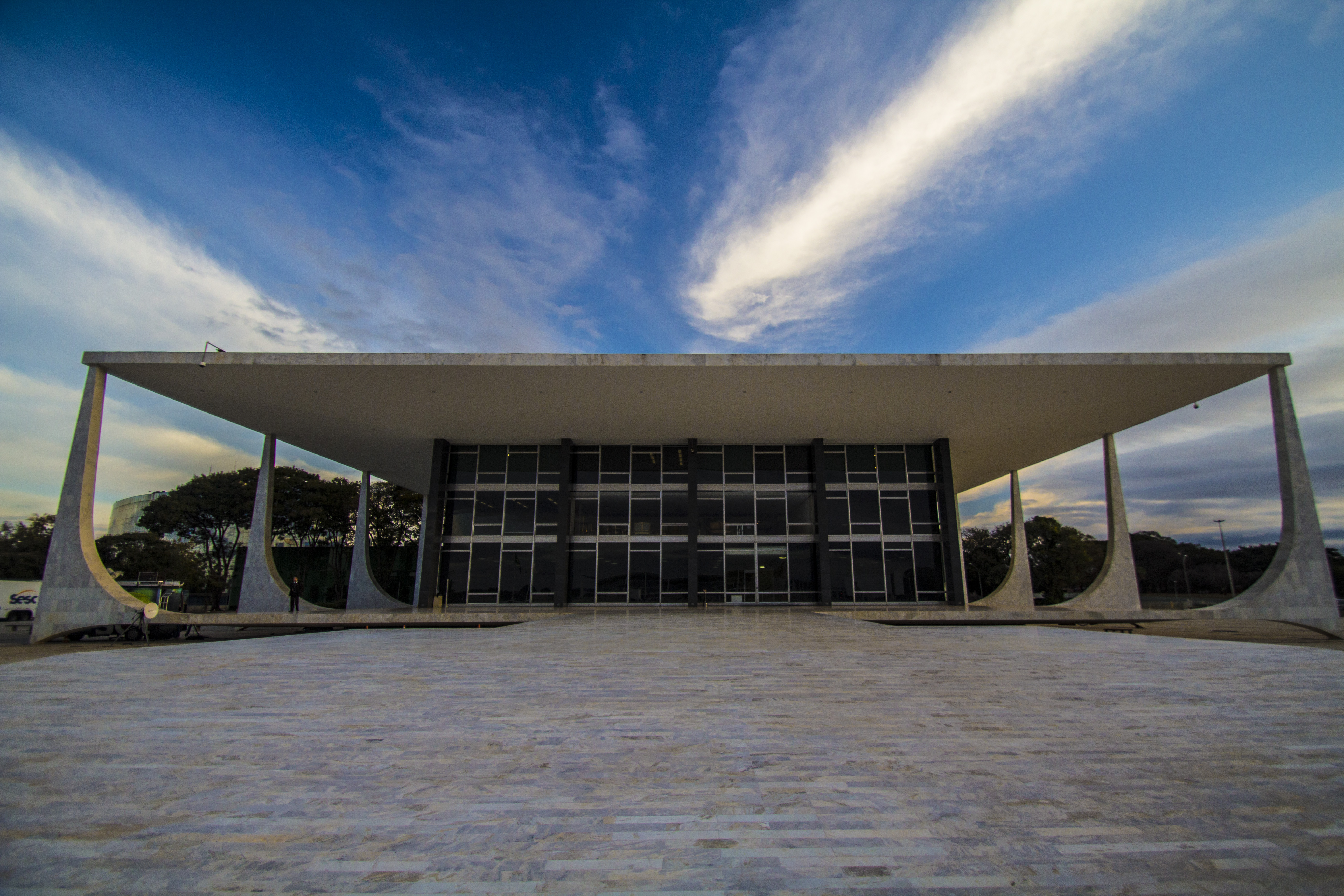
Le bâtiment du Tribunal fédéral suprême, Brasilia.

| Président de la République         | nombre de ministres |
| ---------------------------------- | ------------------- |
| Deodoro da Fonseca                 | 15                  |
| Floriano Peixoto                   | 15                  |
| Prudente de Morais                 | 7                   |
| Manuel Vitorino Pereira            | 3                   |
| Campos Sales                       | 2                   |
| Rodrigues Alves                    | 5                   |
| Afonso Pena                        | 2                   |
| Nilo Peçanha                       | 2                   |
| Hermes da Fonseca                  | 6                   |
| Venceslau Brás                     | 4                   |
| Delfim Moreira                     | 1                   |
| Epitácio Pessoa                    | 3                   |
| Artur Bernardes                    | 5                   |
| Washington Luís                    | 4                   |
| Getúlio Vargas                     | 21                  |
| José Linhares                      | 3                   |
| Eurico Gaspar Dutra                | 3                   |
| Nereu Ramos                        | 1                   |
| Juscelino Kubitschek               | 4                   |
| Jânio Quadros                      | 1                   |
| João Goulart                       | 2                   |
| Humberto de Alencar Castelo Branco | 8                   |
| Artur da Costa e Silva             | 4                   |
| Emílio Garrastazu Médici           | 4                   |
| Ernesto Geisel                     | 7                   |
| João Figueiredo                    | 9                   |
| José Sarney                        | 5                   |
| Fernando Collor                    | 4                   |
| Itamar Franco                      | 1                   |
| Fernando Henrique Cardoso          | 3                   |
| Luiz Inácio Lula da Silva          | 8                   |
| Dilma Rousseff                     | 5                   |
| Michel Temer                       | 1                   |
| Jair Bolsonaro                     | 2                   |